# 顧祖鎮
顧祖鎮，江南吳縣（今江蘇省蘇州市）人，清朝政治人物。
康熙五十七年（1718年）戊戌科進士，改庶吉士，康熙六十年，任翰林院編修。改禮科給事中、吏科掌印給事中、通政使司右通政。雍正十一年，任詹事府詹事。雍正十二年，任內閣學士、工部左侍郎。